# 不正請託及び金品等の収受禁止に関する法律
不正請託及び金品等の収受禁止に関する法律（朝鮮語: 부정청탁 및 금품등 수수의 금지에 관한 법률）は、大韓民国の法律。最初に提案したキム・ヨンラン（김영란、金英蘭）にちなんでキム・ヨンラン法（朝鮮語: 김영란법）とも呼ばれている。

## 概要
2012年にキム・ヨンラン国民権益委員会委員長が提案、2015年3月に国会で可決された。この法律は、公職者、公務員、政府関連機関・公共機関の職員、私立・国公立など全学校の教職員、大学病院の医師・看護士、マスコミ関係者が対象。対象者の配偶者にも適用される。しかし、国会議員は対象外のため批判されている。対象者は約400万人。
対象者は、以下の場合に処罰
1. 職務（または配偶者の職務）と関連がある人から、1回あたり3万ウォンを超える接待を受ける
2. 1回あたり5万ウォンを超えるプレゼント・中元・歳暮を受け取る
3. 1回あたり10万ウォンを超える祝儀・香典を受け取る

職務と関連がある人から規定を超える接待や金品を受け取った場合は、受け取った金額の2～5倍を過怠料として賦課する。職務と関連がない人から受け取っていい金品は100万ウォン未満。これを超える金品を受け取った場合、3年以下の懲役または3000万ウォン以下の罰金を課される。

## 背景
韓国社会は公務員、検事、教職員、マスコミ関係者に寸志・賄賂するのが当たり前のようになっているため、キム・ヨンラン法のような法律が必要だと理解されている。

## 報償金
違反者を申告すると最大20億ウォンの報償金と2億ウォンの褒賞金が与えられる。そのため、報奨金目当てに隠し撮りカメラの売り上げが急増し、また隠し撮りのノウハウを伝授する講座まで登場している。

## 批判
大韓記者協会と私立学校教職員らは言論の自由と教育の自由を侵害するとして違憲訴訟を起こしたが、憲法裁判所は2016年7月28日、キム・ヨンラン法を合憲とする判決を下した。憲法裁判所は、「マスコミと教育が社会全体に及ぼす影響は大きく、この分野の腐敗は波及効果が大きい。従って、マスコミ関係者と私立学校関係者を法の適用対象に含めるのは正当である」と合憲とした。
適用対象から市民団体や銀行を除いた家族の範囲を配偶者に限定したことを全ての公的機能がある仕事か、あるいは国の支援を受ける機関に限定するかのどちらかにすべきだった。さらに、発覚しそうなら自分で申告すれば良いという不合理な法だと批判されている。